# Victoria (nave)
La Victoria era un veliero spagnolo del tipo nau, costruito nei cantieri navali di Ondarroa nei Paesi Baschi. Fu il primo natante ad aver circumnavigato il globo e l'unico ad essere tornato in patria al termine della spedizione di Ferdinando Magellano.
La nave Victoria, con le sue 85 "toneladas" di stazza (85 toneladas spagnole da 1340 kg, cioè circa 113-115 tonnellate metriche), era la quarta per dimensione della flotta di cinque partita da Sanlúcar de Barrameda il 10 agosto 1519. Era comandata da Luis de Mendoza ed aveva 42 uomini di ciurma. A bordo vi era il vicentino Antonio Pigafetta, che avrebbe pubblicato in seguito il diario di bordo della spedizione. Le altre quattro navi erano la Trinidad (caravella), la San Antonio, la Concepción e la Santiago (caracche).

## Ricostruzione
Nel 2006, con la volontà di rendere omaggio al primo europeo a mettere piede nell'attuale territorio cileno, un impresario di Punta Arenas, Cile, decise di investire nella costruzione di una replica a grandezza naturale della prima nave che abbia mai circumnavigato il globo terrestre.
La ricerca dei disegni della Nao Victoria prese più tempo del previsto, quasi tre anni, mentre la costruzione del vascello durò due anni, dal 2009 al 2011, concludendosi troppo tardi per il bicentenario dell'indipendenza del Cile, celebrato nel 2010.
La replica della Nao Victoria è stata aperta al pubblico nel mese di ottobre del 2011 nel Museo Nao Victoria di Punta Arenas.